# Agoniella
Agoniella là một chi bọ cánh cứng trong họ Chrysomelidae.
Chi này được Weise miêu tả khoa học năm 1911.

## Các loài
Các loài trong chi này gồm:
- Agoniella apicalis (Baly, 1858)
- Agoniella banksi (Weise, 1910)
- Agoniella biformis (Uhmann, 1932)
- Agoniella crassipes (Baly, 1878)
- Agoniella dimidiata (Gestro, 1897)
- Agoniella horsfieldi (Baly, 1877)
- Agoniella longula (Gestro, 1917)
- Agoniella manilensis (Weise, 1910)
- Agoniella moluccana (Gestro, 1897)
- Agoniella munda (Gestro, 1897)
- Agoniella podagrica (Gestro, 1896)
- Agoniella pygmaea (Gestro, 1917)
- Agoniella rotundicollis (Gestro, 1917)
- Agoniella rufonigra (Gestro, 1919)
- Agoniella schultzei (Uhmann, 1932)
- Agoniella sonani (Chûjô, 1933)
- Agoniella strandi (Uhmann, 1955)
- Agoniella tersa (Gestro, 1897)
- Agoniella vandepollii (Gestro, 1897)